# 東京プラネタリー☆カフェ
東京プラネタリー☆カフェ（とうきょうプラネタリーカフェ）は、TOKYO FMで毎週土曜20:30 - 20:55（JST）に放送されているラジオ番組。天文をテーマにしたトーク番組である。現在のパーソナリティは篠原ともえ。前身番組『東京まちかど☆天文台』についても当項目で記載する。

## 概要
星、宇宙、天体観測、天文などをテーマに毎回ゲストを招いてトークを行う。ゲストは天文学者などの宇宙の専門家から、星好き・宇宙好きのアーティストやタレントまで幅広い。番組は、地上波とradikoのほか、AuDeeでも聴取可能。
提供は東京ガーデンテラス紀尾井町、ビクセン。
エンディング曲は浅倉大介の『star cascade』。

## パーソナリティ
- 篠原ともえ（2016年4月2日 - 2018年12月、2020年4月4日 - 現在）
- 浅倉大介（2019年1月 - 3月）
- NOMA（2019年4月 - 2020年3月28日）[3]

## 東京まちかど☆天文台
Vixen presents 東京まちかど☆天文台（ビクセンプレゼンツ とうきょうまちかどてんもんだい）は、TOKYO FMで2012年9月17日、および2012年10月5日から2016年3月25日まで放送されていたラジオ番組。放送時間は毎週金曜日17:30 ‐ 17:55。パーソナリティは篠原ともえ。提供はビクセン。リニューアルされる形で「東京プラネタリー☆カフェ」に引き継がれた。